# شعار جمهورية أوكرانيا الاشتراكية السوفيتية
تم اعتماد شعار جمهورية أوكرانيا الاشتراكية السوفيتية في 14 مارس 1919 من قبل حكومة جمهورية أوكرانيا الاشتراكية السوفيتية وتم تعديله لاحقاً في 7 نوفمبر 1928 و30 يناير 1937 و21 نوفمبر 1949. شعار النبالة لعام 1949 يعتمد على شعار الاتحاد السوفيتي ويتميز بالمطرقة والمنجل والنجمة الحمراء وشروق الشمس وسيقان القمح على حوافه الخارجية. ترمز الشمس المشرقة إلى مستقبل الأمة الأوكرانية السوفيتية، والنجم الأحمر وكذلك المطرقة والمنجل للشيوعية و"مجتمع الدول الاشتراكية العالمي".
تحمل اللافتة شعار الاتحاد السوفيتي "يا عمال العالم، اتحدوا!" باللغتين الأوكرانية والروسية. في الأوكرانية، هي: " Пролетанди всой країн, днайтеся! " (Proletari vsikh krayin, yednaytesya! ). يظهر اسم جمهورية أوكرانيا الاشتراكية السوفياتية باللغة الأوكرانية فقط، ويُقرأ " Українська PCP" ( Українська Радянська Социалистична Республика).
في عام 1992 بعد تفكك الاتحاد السوفيتي واستقلال أوكرانيا، تم تغيير الشعار إلى شعار النبالة الحالي لأوكرانيا وهو شعار النبالة تريزوب (ترايدنت)، والذي تم تأكيده في دستور أوكرانيا الجديد في عام 1996، وكان أول شعار نبالة لأوكرانيا الذي اقترح استخدامه عام 1917. واستخدام هذا الشعار السابق في أوكرانيا محظور الآن.
تشترك الشارة في خلفية مشتركة مع خلفية شعار جمهورية روسيا الاتحادية الاشتراكية السوفيتية.

## معرض

شعار جمهورية أوكرانيا الاشتراكية السوفيتية (1918)
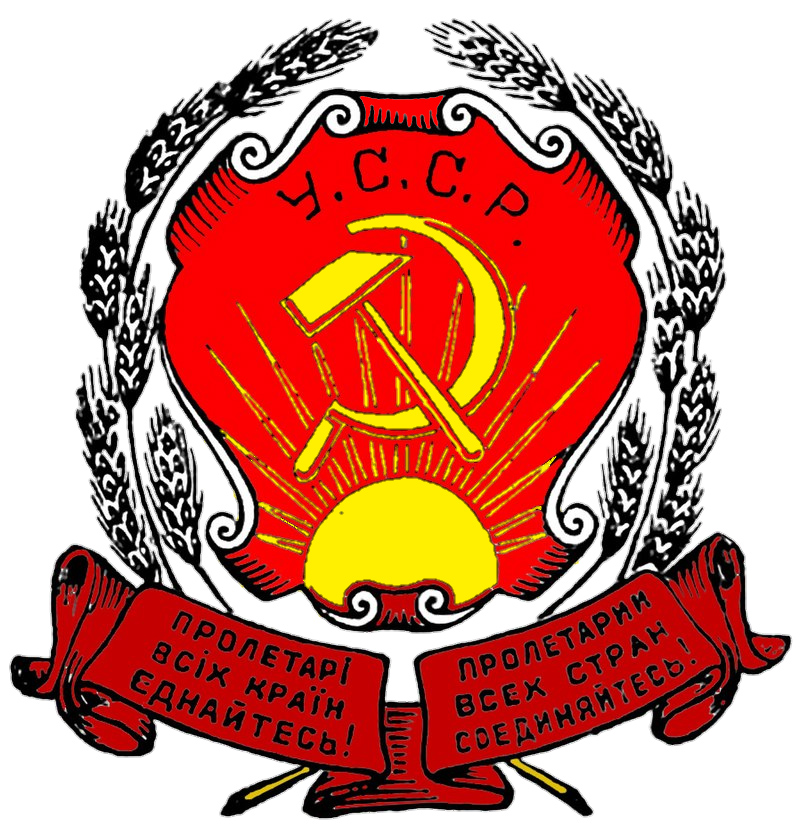
شعار جمهورية أوكرانيا الاشتراكية السوفيتية (1919)
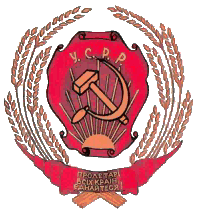
شعار جمهورية أوكرانيا الاشتراكية السوفيتية (1929–1937)
شعار جمهورية أوكرانيا الاشتراكية السوفيتية (1937–1949)
شعار جمهورية أوكرانيا الاشتراكية السوفيتية (1949-1991) وأوكرانيا (1991-1992)
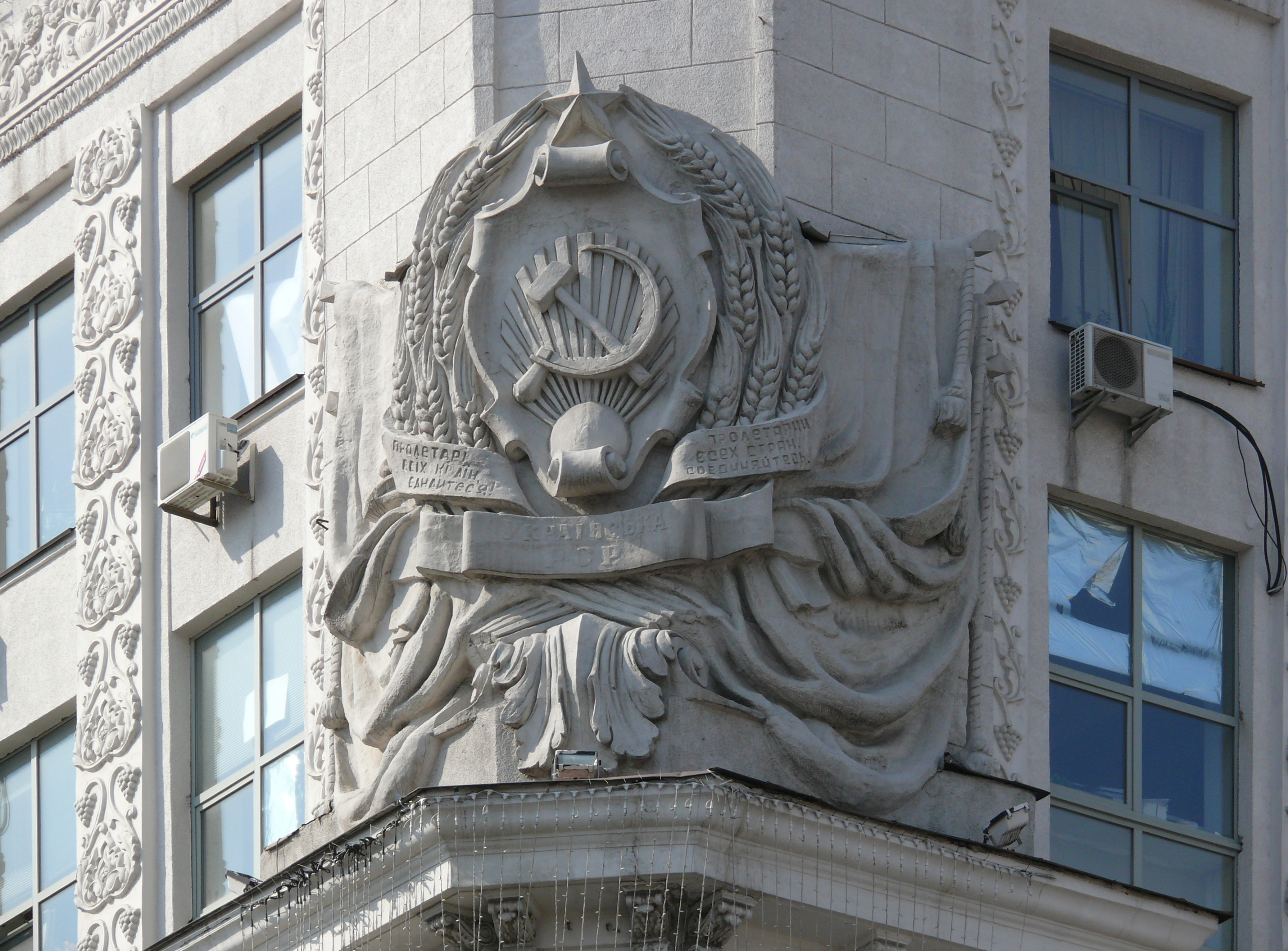
شعار جمهورية أوكرانيا الاشتراكية السوفيتية يظهر على قمة قاعة مدينة خاركيف عام 2008.

## تاريخ

### الإصدار الأول

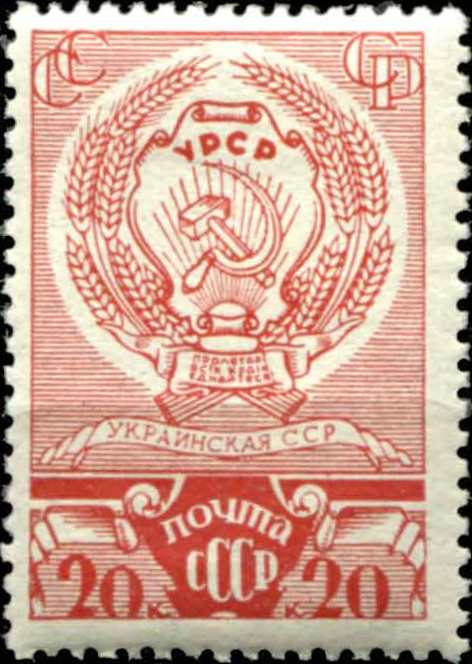
طابع بريدي عام 1937 بالإصدار الثاني من الشعار.

في دستور جمهورية أوكرانيا الاشتراكية السوفيتية، الذي وافق عليه كونجرس السوفيت لعموم أوكرانيا في 10 مارس 1919 وتم اعتماده في النسخة النهائية للجنة الانتخابية المركزية في 14 مارس 1919، تم وصف شعار النبالة في المادة 34:
 
لم يتم تعديل القسم الخاص برموز الجمهورية في دستور جمهورية أوكرانيا الاشتراكية السوفيتية لعام 1919 حتى بعد التعديلات على الدستور، والتي اعتمدها الكونجرس السوفيت التاسع لعموم أوكرانيا في 10 مايو 1925.